# Wielka Gilly
Wielka Gilly (ang. The Great Gilly Hopkins) – amerykański film familijny z 2015 roku w reżyserii Stephena Hereka, powstały na podstawie powieści Wspaniała Gilly z 1978 roku autorstwa Katherine Paterson.
Premiera filmu odbyła się 6 października 2015 podczas Międzynarodowego Festiwalu Filmowego Schlingel w Chemnitz. Rok później, 7 października 2016, obraz trafił do kin na terenie Stanów Zjednoczonych.

## Fabuła
Film opisuje historię dwunastoletniej Gilly Hopkins, która jest bardzo sarkastyczną, nieznośną i upartą dziewczyną. Trafia do kolejnych rodzin zastępczych, z których zawsze ucieka. Wierzy, że prawdziwa matka zabierze ją do domu. W końcu dziewczyna zamieszkuje u Trotterów i szybko orientuje się, że są oni dziwni. Rodzina robi na niej bardzo złe wrażenie, a szczególnie pani Maime Trotter. Gilly musi zrobić wszystko, aby się od nich uwolnić.

## Obsada
- Sophie Nélisse jako Gilly Hopkins
- Kathy Bates jako Maime Trotter
- Glenn Close jako Nonnie Hopkins
- Julia Stiles jako Courtney Rutherford Hopkins
- Zachary Hernandez jako William Ernest
- Bill Cobbs jako pan Randolph
- Octavia Spencer jako panna Harris
- Billy Magnussen jako Ellis
- Clare Foley jako Agnes
- Sammy Pignalosa jako Rajeem

## Odbiór

### Krytyka
Film Wielka Gilly spotkał się z mieszaną reakcją krytyków. W serwisie Rotten Tomatoes 65% z siedemnastu recenzji filmu jest pozytywne (średnia ocen wyniosła 5,66 na 10). Na portalu Metacritic średnia ocen z 9 recenzji wyniosła 47 punktów na 100.